# Tiebas
Tiebas (en euskera: Tebas) es un concejo y villa española del municipio de Tiebas-Muruarte de Reta, perteneciente a la Comunidad Foral de Navarra.

## Toponimia
Tiebas aparece documentado por primera vez en el siglo XIII como Tebas, Thebas o Thiebas. Las formas sin -i- son más frecuentes en la Edad Media, mientras que desde la Edad Moderna gana peso la forma Tiebas, que es la actual en castellano.
Mikel Belasko señala que es un calco de las Tebas del mundo clásico, como la griega y la egipcia. Así, tiene la particularidad de no ser un nombre indígena, de origen vasco, sino que se origina en las esferas cultas del Reino de Navarra para nombrar a uno de los lugares de residencia de los reyes, a la altura de Olite o Pamplona. Se trata, junto a Villatuerta y Cordovilla (antiguo Cordoba), de los únicos topónimos mayores de la navarra tradicionalmente vascoparlante que no son de origen popular sino culto.
El topónimo diptongó de -e- a -ie- en lenguas romances, adquiriendo así su forma actual en castellano y al igual que en Riezu < Errezu o Sarriés < Sartze. En euskera, sin embargo, siempre coexistieron ambas formas, como muestran los microtopónimos Tiebasbidegaña (1713) y Tebasbidapea (1737), ambos en el vecino Otano y situados el uno al lado del otro.

## Historia
Hacia mediados del siglo XIX, el lugar, por entonces con ayuntamiento propio, tenía contabilizada una población de 198 habitantes. Aparece descrito en el decimocuarto volumen del Diccionario geográfico-estadístico-histórico de España y sus posesiones de Ultramar de Pascual Madoz con las siguientes palabras:

TIEBAS: v. con ayunt. en el valle de Elorz, prov. y c. g. de Navarra, part. jud. de Aoiz (5 leg.), aud. terr. y dióc. de Pamplona (2 1/2): sit. al pie de la sierra de Alaiz, sobre el camino de Pamplona á Tafalla; clima templado, reinan los vientos N. y S., y se padecen constipados y pleuresias. Tiene 36 casas, que forman 2 calles espaciosas, pero mal empedradas; una plaza para juego de pelota; casa consistorial con cárcel; un cast. derruido; escuela de primera educacion pára ambos sexos frecuentada por 40 alumnos y dotada con 2,000 rs.; igl. parr. de entrada (Sta. Eufemia) servida por un vicario de provision de los vec.; cementerio en parage ventilado, y para el surtido del vecindario una fuente en el centro de la pobl., de aguas saludables. El térm. se estiende de N. á S. 3/4 leg. y 1/2 de E. á O., y confina N. beriain; E. Guerendiain; S. Muru, y O. Olaz y Biurrun; comprendiendo dentro de su circunferencia un monte poblado de robles, encinas y chaparros; un soto con fresnos, 2 deh. de pasto, y canteras de cal. El terreno es secano y bastante productivo; le atraviesa un arroyo que viene del térm. de Muru, regando su curso algunas huertas. caminos: la calzada que desde Monreal conduce á Puente la reina, en buen estado: la correspondencia se recibe de Pamplona. prod.: trigo, cebada, centeno, avena, maiz, patatas, vino y legumbres; cria de ganado vacuno, caballar, mular, de cerda y lanar; caza de liebres, perdices y codornices. pobl.: 44 vec, 198 alm. riqueza: 82,516 rs. vn.
(Madoz, 1849, pp. 754-755)

En la actualidad, forma parte de Tiebas-Muruarte de Reta. En 2023, la entidad singular de población tenía empadronados 435 habitantes y el núcleo de población, también 435.

## Cultura
A mediados del siglo XX, Ildefonso Oroz, propietario de "Transportes Oroz" de Zaragoza y nativo de la villa, recordaba el siguiente elenco de palabras peculiares aún usuales en Tiebas: cuatrena, ochena, mandarra, zacuto, zacarro, cuto, musido, zikiñoso, birica, chungur, chandrío, chirriau, chapada, zartaco, biarra, biskorrico, colco, sarde, changuigorri, chirrinta, ordea, zaborra, chilimpurdi.